# Zamek w Odolanowie
Zamek w Odolanowie – nieistniejący zamek z XIV wieku w Odolanowie w Wielkopolsce.

## Historia
Po raz pierwszy castrum w Odolanowie wymieniono w źródłach w 1302 roku, przy opisie zdobycia go w 1301 roku przez księcia Bolka I opolskiego. Był to jednak przypuszczalnie jeszcze obiekt drewniany.
W 1372 roku obiekt ten został przekazany przez króla Ludwika Węgierskiego swojemu stronnikowi rycerzowi Bartoszowi z Wezenborga i to on przypuszczalnie zainicjował budowę murowanego zamku na planie prostokąta o wymiarach 30 × 35 metrów. Materiałem z jakiego zbudowano zamek była cegła na kamiennej podmurówce o grubości 2 metrów. Bartosz z Wezenborga (nazywany też Bartoszem z Odolanowa) stracił łaskę królewską i został pozbawiony tytułu starosty kujawskiego za sprzeciw wobec mianowania starostą poznańskim Domarata z Pierzchna. W związku z tym Bartosz wycofał się do Odolanowa, z którego zaczął organizować wyprawy łupieżcze skierowane przeciwko podróżnym zmierzającym do państwa Zakonu Krzyżackiego, których więził i pobierał za nich okup. Wzbudziło to reakcję króla Ludwika Węgierskiego, na rozkaz którego w 1381 roku starosta wielkopolski Domarat z Pierzchna obległ zamek w Odolanowie, jednak nie udało mu się go zdobyć. Domarat skłonił jednak Bartosza z Wezenborga do zawarcia ugody, na podstawie której król Ludwik miał wykupić za 18 tysięcy florenów włości Bartosza. Król Ludwik jednak nie zaakceptował ugody i w 1382 roku polecił 13-letniemu narzeczonemu swojej córki Zygmuntowi Luksemburskiemu zdobyć Odolanów, ale po kilku dniach oblężenia król Ludwik 10 września zmarł w Trnawie na Słowacji. W związku z tym Zygmunt Luksemburski odstąpił spod zamku i pośpieszył na Węgry objąć władzę po Ludwiku. Do 1408 roku zamek i miasto posiadali spadkobiercy Bartosza z Wezenborga.
W czasach panowania Władysława Jagiełły zamek stał się własnością królewską i następnie często był oddawany przez kolejnych królów wierzycielom w zastaw jako starostwo niegrodowe. Od 1413 roku zamek posiadali Sokołowscy, Iwan z Goliny i Gołuchowa i jego syn Rafał do 1438, Stęszewscy ze Stęszewa i Koźmina do 1545. W 1456 posiadaczem był Wincenty Bieganowski.
Podczas potopu szwedzkiego zamek został spalony przez ustępujących z niego Szwedów. Obiekt odbudował starosta Jakub Rozdrażewski (starosta z lat 1652-1662). W XVIII wieku prace remontowe na zamku prowadził Józef Radomicki (starosta z lat 1728-1736) oraz Józef Aleksander Sułkowski (starosta z lat 1736-1754) i jego syn Aleksander (starosta z lat 1754-1786).  Przed 1789 rokiem zamek przestano zamieszkiwać z powodu złego stanu technicznego. W 1816 roku wykonano plan zamku, uzupełniony w 1829 roku przez G.Stryka. W 1832 roku pozostałości zamku rozebrano i na jego miejscu wytyczono działki miejskie.

## Architektura
Z planu z 1816 roku wynika, że zamek miał rzut prostokąta o wymiarach około 30 × 35 metrów. Z badań wynika, że mury miały grubość około 2 metrów. Wjazd znajdował się w północno-wschodniej części zamku. W 2. połowie XVII wieku zamek otoczono wałem. W XVIII wieku zamek składał się z dwóch skrzydeł: wschodniego i północnego. Według opisów z XVIII wieku dwa przylegające do siebie skrzydła zamku miały trzy kondygnacje i od frontu zbudowano je z muru pruskiego, a z tyłu były całkowicie wymurowane z cegły. 
W 1989 roku dr Janusz Tomala prowadził badania archeologiczne w okolicach szkoły podstawowej przy ulicy Zamkowej odkrywając narożnik fundamentu zamku o szerokości 2 metrów. Zamek otaczała fosa o szerokości co najmniej 8 metrów.